# 1,4-二苯基-2,3-二氧杂双环［2.2.1］庚烷
1,4-二苯基-2,3-二氧杂双环[2.2.1]庚烷是一种有机化合物，化学式为C17H16O2。

## 制备
1,4-二苯基-2,3-二氧杂双环[2.2.1]庚烷可由苯乙酮和叔丁基钠在-78°C的甲苯中反应，加入3-苯甲酰基丙酸乙酯，再在O2、MTTP的条件下，在1:1苯-二氯甲烷中进行光照，用偶氮二甲酸二钾处理得到。

## 性质
该化合物可用乙醇重结晶，其晶胞参数为a=11.797，b=9.051，c=12.472 A，β=93.78°，空间群为P21/c。